# Shannon Rempel

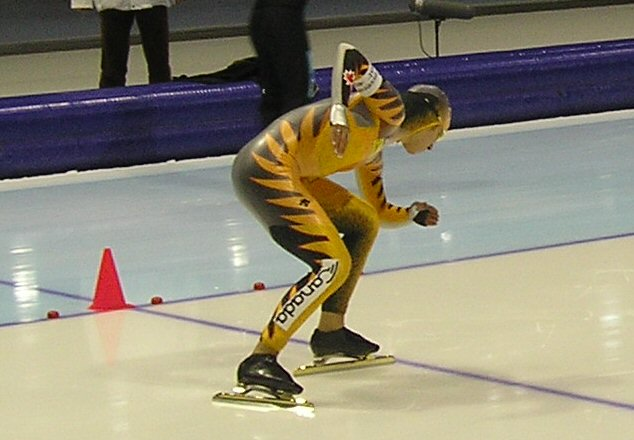
Shannon Rempel voor de start (2006)

Shannon Cooleen Rempel (Winnipeg, Manitoba, 26 november 1984) is een Canadees langebaanschaatsster. Ze is gespecialiseerd in de korte afstanden (500 en 1000 meter).

## Carrière
Rempel maakte deel uit van het ploegenachtervolgingsteam (samen met Kristina Groves, Clara Hughes, Cindy Klassen en Christine Nesbitt dat op de Olympische Winterspelen van 2006 in Turijn de zilveren medaille won.

## Persoonlijke records
| Afstand    | Tijd    | Datum            | Baan           |
| ---------- | ------- | ---------------- | -------------- |
| 500 meter  | 37,80   | 20 november 2005 | Salt Lake City |
| 1000 meter | 1.15,00 | 2 maart 2007     | Calgary        |
| 1500 meter | 1.54,60 | 17 november 2007 | Calgary        |
| 3000 meter | 4.09,78 | 13 maart 2008    | Calgary        |
| 5000 meter | 7.12,16 | 31 maart 2009    | Calgary        |

## Wereldrecords
| Nr. | Afstand        | Tijd    | Datum           | Baan    |
| --- | -------------- | ------- | --------------- | ------- |
| jr1 | sprintvierkamp | 154,725 | 4 januari 2003  | Calgary |
| jr2 | sprintvierkamp | 154,480 | 19 januari 2003 | Calgary |
| jr3 | 500 m          | 38,53   | 22 maart 2003   | Calgary |

## Resultaten
| Jaar | WK Allround | WK Afstanden                        | WK Sprint | Olympische Spelen                                | Wereldbeker                                                | WK Junioren     |
| ---- | ----------- | ----------------------------------- | --------- | ------------------------------------------------ | ---------------------------------------------------------- | --------------- |
| 2000 |             |                                     |           |                                                  |                                                            | 9e              |
| 2001 |             |                                     |           |                                                  |                                                            | 4e              |
| 2002 |             |                                     |           |                                                  |                                                            | 16e             |
| 2003 |             | 14e 500m 11e 1000m                  | 14e       |                                                  | 29e 500m 21e 1000m 42e 1500m                               | Goud            |
| 2004 |             | 14e 500m 12e 1000m                  | 15e       |                                                  | 28e 500m 21e 1000m                                         | · achtervolging |
| 2005 |             | 14e 500m 12e 1000m                  | 12e       |                                                  | 25e 100m 9e 500m 5e 1000m 27e 1500m                        |                 |
| 2006 |             |                                     | 9e        | 16e 500m · 24e 1000m · 28e 1500m · achtervolging | 14e 500m · 13e 1000m · achtervolging                       |                 |
| 2007 |             | 13e 500m · 9e 1000m · achtervolging | 10e       |                                                  | 21e 100m · 13e 500m · 1000m · 15e 1500m · 4e achtervolging |                 |
| 2008 |             | 10e 500m 7e 1000m                   | 7e        |                                                  | 25e 100m · 8e 500m · 1000m · 13e 1500m · achtervolging     |                 |
| 2009 |             | 20e 500m 16e 1000m 11e 1500m        | 14e       |                                                  | 31e 100m 19e 500m 4e 1000m 5e 1500m 8e achtervolging       |                 |
| 2010 |             |                                     |           | 27e 500m 21e 1000m                               | 29e 500m 20e 1000m 26e 1500m                               |                 |
| 2011 |             | 12e 500m 15e 1000m                  | 13e       |                                                  | 10e 500m 7e 1000m 23e 1500m                                |                 |
| 2012 |             | 21e 500m                            | DNS4      |                                                  | 29e 500m 37e 1000m 45e 1500m                               |                 |
| 2013 |             |                                     |           |                                                  | 37e 500m 42e 1000m                                         |                 |
| 2014 | 19e         |                                     |           |                                                  | 46e 500m 0p 1000m                                          |                 |
|      |             |                                     |           |                                                  |                                                            |                 |
| 2016 |             | 23e 500m                            |           |                                                  | 30e 500m 0p 1000m                                          |                 |
|      |             |                                     |           |                                                  |                                                            |                 |
| 2018 |             |                                     |           |                                                  | 55e 500m                                                   |                 |

### Medaillespiegel
| Kampioenschap     | Goud | Zilver | Brons |
| ----------------- | ---- | ------ | ----- |
| Olympische Spelen | 0    | 1      | 0     |
| WK Afstanden      | 1    | 0      | 0     |
| WK Junioren       | 1    | 0      | 2     |